# Ian Thomas (musicien canadien)
Pour les articles homonymes, voir Thomas et Ian Thomas.
Ian Campbell Thomas (né le 23 juillet 1950) est un chanteur, auteur-compositeur, acteur et auteur canadien. Il est le frère cadet du comédien Dave Thomas. Il est né à Hamilton, Ontario, Canada.

## Biographie
Thomas est un musicien canadien. Sa carrière solo a culminé dans les années 1970; son succès le plus mémorable était "Painted Ladies" de 1973. Le succès sur le marché américain, cependant, s'est avéré insaisissable à l'exception peut-être de "Painted Ladies", qui reste son seul succès dans le Top 40 américain. Il a également fait de la composition musicale pour une douzaine de films et d'émissions de télévision. Avant de percer avec "Painted Ladies", il était producteur à la CBC. Avant cela, il faisait partie du groupe de musique folk Tranquility Base.
En 1974, il a remporté un prix Juno pour "le chanteur masculin le plus prometteur de l'année". Cette année-là, il fait une tournée dans l'est du Canada avec April Wine. En 1976, il signe avec Chrysalis Records.
En 1981, Thomas a fait une apparition sur SCTV avec son vrai frère aîné Dave Thomas lors d'un sketch de " The Great White North ". Il a joué et interprété les chansons "Pilot" et "Hold On". Il a également écrit et enregistré la chanson thème du film Strange Brew réalisé par son frère. De plus, Ian a été l'invité musical de l'émission pour enfants de CTV, Whatever Turns You On (un spin-off de courte durée de You Can't Do That on Television) en 1979.
Beaucoup de ses chansons ont été reprises par des artistes populaires, dont « Hold On » (Santana, 1982), « Chains » (Chicago, 1982), « The Runner » (Manfred Mann's Earth Band, 1984) et « Right Before Your Eyes ». " (América, 1983). En 1988, Daryl Braithwaite a eu des succès en Australie avec deux compositions de Ian: "As the Days Go By" (qui a culminé à la 10e place) et "All I Do" (un hit à la 12e place). Bette Midler a également repris sa chanson "To Comfort You" sur son album Bette of Roses.
Il est également connu pour l'interprétation du personnage "Dougie Franklin" dans la série comique canadienne The Red Green Show.
De 1991 à 2002, Ian a sorti quatre albums avec The Boomers.
En 2009, il a fourni la musique de la série animée Bob & Doug, basée sur les personnages SCTV éponyme.
Il a écrit deux livres, Bequest (2006), Canadian Best Seller et The Lost Chord (2008), tous deux par l'intermédiaire de Manor House Publishing.
En 2010, Wounded Bird Records a réédité "Still Here" sur CD. 
Le 16 juin 2014, Ian a reçu le National Achievement Award de la SOCAN lors des SOCAN Awards 2014 à Toronto.
En 2015, il s'est produit avec Darcy Hepner et le Hamilton Philharmonic Orchestra, et a enregistré avec eux pour un CD. 
Au cours de l'été 2016, Thomas était en tournée en Ontario, au Canada, avec les chanteurs Murray McLauchlan, Cindy Church et Marc Jordan, dans le groupe Lunch at Allen's. La tournée se poursuivait fin 2018 avec une série de dates en Ontario.
Thomas est membre de l'association caritative canadienne Artists Against Racism.

## Filmographie

### comme acteur
- 1992 : Hurt Penguins : Tommy Duchesnes
- 2005 : Care Bears: Big Wish Movie (vidéo)

### comme compositeur
- 1992 : Oh, What a Night
- 1993 : Ghost Mom (TV)
- 1994 : Soft Deceit
- 1994 : Boulevard
- 1994 : Hostage for a Day (TV)
- 1995 : 767 en détresse (Falling from the Sky: Flight 174) (TV)
- 1996 : Panique sur le vol 285 (Hijacked: Flight 285) (TV)
- 1998 : Harlequin's Loving Evangeline
- 1999 : Sea People (TV)
- 2004 : Les Bisounours au royaume des Rigolos (Care Bears: Journey to Joke-a-Lot) (vidéo)
- 2004 : Intern Academy
- 2005 : À vos souhaits les Calinours !